# Tamarillo
Tamarillo, eller trädtomat, (Cyphomandra betacea eller Solanum betaceum) är en växt som tillhör samma familj som potatisen och tomaten, d.v.s. Solanaceæ. Artepitet i det vetenskapliga namnet är latin för "liknande en rödbeta". Det syftar på fruktens färg.
Tamarillo är inhemsk i de sydamerikanska Anderna, men den har under senare tid införts till ett flertal länder och kan sägas vara en subtropisk växt. Träder har hjärtformade blad, doftar obehagligt och blir cirka 6 meter högt.
Frukten är äggstor och spetsig i båda ändarna. Färgen hos mindre mogna exemplar är orangegul, men övergår vid mognaden till mörkröd eller till och med mörkt purpurröd. Artens frön har en svart färg. Skalet är något beskt till smaken, varför den ofta äts skalad - skållad.
Själva frukten smakar som en blandning av kiwi och tomat – mycket syrlig, men samtidigt söt.
Det finns uppgifter att vissa människor är allergiska mot frukten och drabbas av kräkningar ett fåtal minuter efter intagandet.